# Tanaostigmodes trotteri
Tanaostigmodes trotteri är en stekelart som först beskrevs av Russo 1930.  Tanaostigmodes trotteri ingår i släktet Tanaostigmodes och familjen Tanaostigmatidae. Inga underarter finns listade i Catalogue of Life.